# Ritratto di Madame Reynouard
Ritratto di Madame Reynouard è un dipinto a olio su tela (81 x50 cm) realizzato nel 1916 dal pittore italiano Amedeo Modigliani.
Fa parte di una collezione privata parigina.